# Anton Ruf
Anton Ruf (6. února 1840 Stoitzendorf – 2. dubna 1929 Stoitzendorf) byl rakouský politik německé národnosti, v 2. polovině 19. století poslanec Říšské rady z Dolních Rakous.

## Biografie
Působil jako majitel hospodářství ve Stoitzendorfu. Působil jako předseda okresní chudinské rady a člen okresní školní rady. V období let 1889–1894 byl starostou Stoitzendorfu.
V zemských volbách roku 1878 byl zvolen na Dolnorakouský zemský sněm za kurii venkovských obcí, obvod Horn, když výrazně porazil Ignaze Kaisera. Byl stoupencem katolické konzervativní strany. Na sněmu zasedal do roku 1884, kdy musel ustoupit Franzovi Riglerovi. Neúspěšně pak kandidoval na sněm i v roce 1890 a 1896.
Působil taky jako poslanec Říšské rady (celostátního parlamentu Předlitavska), kam nastoupil ve volbách roku 1879 za kurii venkovských obcí v Dolních Rakousích, obvod Korneuburg, Ober-Hollabrunn atd. Ve volebním období 1879–1885 se uvádí jako Anton Ruf, majitel hospodářství, bytem Stoitzendorf. Po volbách roku 1879 se uvádí jako konzervativní poslanec. Od listopadu 1881 patřil do nově utvořeného tzv. Liechtensteinova klubu, oficiálně nazývaného Klub středu (Zentrumsklub).) Ten byl podobně jako Hohenwartův klub konzervativně orientován, ale měl silnější katolickém, centristické a sociálně reformní zabarvení. V závěru funkčního období občas hlasoval se sněmovní liberální levicí. Do Říšské rady kandidoval i ve volbách roku 1885, ale porazil ho liberální kandidát Rudolf Furtmüller.